# François-Antoine Boissy d'Anglas
François Antoine Boissy d'Anglas (París, 19 de febrer del 1846 - Paris, 21 de gener del 1921) va ser un polític parlamentari francès, amb títol nobiliari de baró.

## Biografia
Net d'un polític eminent, François-Antoine de Boissy d'Anglas (1756-1826), per qui es deia François Antoine, nebot d'un altre polític François-Antoine de Boissy d'Anglas (1784-1850), i fill de Jean-Gabriel de Boissy d'Anglas (1783-1864), el primer i el tercer diputats per l'Ardecha (1789-1791, 1792-1797; i 1828-1848, 1852-1864, respectivament), s'inicià en política com a conseller de prefectura i Conseller general departamental. Seguint la tradició familiar, es presenta a les eleccions legislatives en representació del departament de l'Ardecha, i guanyà l'elecció de l'octubre del 1877 per la segona circumscripció de Tornon, amb 9.065 vots sobre un total de 15.420 vots emesos. Durant aquesta legislatura, feu una proposta de llei sobre els delictes de premsa. Va ser reelegit a l'agost del 1881. Sense perdre la condició de diputat, va ser enviat a Mèxic el 5 d'octubre del 1880, en funcions temporals de ministre plenipotenciari, com a part del restabliment diplomàtic gal al país americà després de la intervenció francesa a Mèxic del 1861-1867. Boissy d'Anglas acabà satisfactòriament la seva tasca, i tornà a París el 27 de juny del 1881.
A les eleccions del 4 d'octubre del 1885, en què concorregué en la llista republicana, obtingué únicament 39.427 vots, que no li permeteren reeditar l'escó, però la nova Cambra decidí anul·lar els resultats de l'Ardecha. La nova convocatòria, del 14 de febrer del 1886, portà la victòria republicana enfront dels conservadors, i Boissy d'Anglas sortí reelegit per 47.426 vots sobre 92.766 votants. A la fi de la legislatura, el 6 d'octubre del 1889 es tornà a presentar a reelecció, però aquest cop pel departament de la Droma, a la circumscripció de Niom. Obtingué novament un escó i, a més, fou escollit secretari de la Cambra, càrrec que retingué fins al 1892. Tingué una gran activitat parlamentària i, entre altres temes, qüestiona el govern sobre els problemes amb Dahomey (primera guerra de Dahomey, 1890); presentà una proposta de llei per a assegurar el secret i la llibertat de vot (1890); demanà un crèdit extraordinari d'un milió i mig de francs per pal·liar les desgràcies causades per l'aigua a la Droma (1892); discutí el pressupost del Ministeri d'Agricultura del 1893; i debaté el restabliment de l'ordre públic a París després de les manifestacions estudiantils de l'1 de juliol (amb la dimissió del prefecte de policia de París Lozé l'11 del mateix mes) i el tancament de la borsa de treball (massacre dels italians a Aigüesmortes) del 1893. Guanyà novament les eleccions del 20 d'agost del 1893, i conservà el lloc fins al maig del 1898. Es representà, en una campanya que esdevingué molt moguda, però no sortí elegit.
Concorregué novament per l'Ardecha, aquest vegada per a les eleccions senatorials parcials del 4 de gener del 1903, i fou elegit en segona volta per 439 vots sobre un total de 805. Estava adscrit al corrent radical-socialista, fou membre de diverses comissions i el 1903 presentà una proposta de llei advocant per la separació de l'Església i l'Estat. També participà en les discussions sobre el trasllat de les restes d'Émile Zola al Panteó de París el 1906. El 1911 fou comissionat pel Senat per estudiar el cas dels nets de Karl-Wilhelm Naundorff, que havia manifestat ser fill de Lluís XVI de França i com a tal origen d'una dinastia que podia optar legítimament al tron de França. Boissy d'Anglas, que creia en la tesi de la supervivència de Lluís XVI a la Revolució, i que possiblement hagués infantat l'avi Naundorff, avalà les pretensions reialistes de la família en un informe que feu molta forrolla, però el Senat no n'acceptà les conclusions. Quan la legislatura acabà, a finals del 1911, ja no tornà a la Cambra Alta, i es retirà de la política a l'any següent. Havia sigut distingit amb el títol de cavaller de l'orde de la Legió d'Honor francesa per decret de l'1 de març del 1882.

## Obres
- Seignobos, Charles-André; Baron Boissy d'Anglas. Proposition de loi portant abrogation partielle de la loi du 29 décembre 1875, sur la presse.  Versailles: impr. de Cerf et fils, 1877.
- Proposition de loi tendant à assurer le secret du vote, présentée par M. Boissy d'Anglas,... (18 janvier 1890).  París: Motteroz, 1890.
- Aymé-Martin, Albin; Bizarelli, Louis; Boissy d'Anglas; Faure, Maurice-Louis. Proposition de loi portant ouverture au Ministre de l'Intérieur sur l'exercice 1892 d'un crédit d'un million et demi, à titre de secours au département de la Drome, en raison des désastres causés par les orages et les inondations des 16-17 et 31 juillet, 1-2-5 et 6 octobre 1892... présentée par MM. ... (8 novembre 1892).  París: Motteroz, 1893.
- Boissy d'Anglas, Francis-Antoine. Boissy d'Anglas et les régicides, par Boissy d'Anglas, sénateur, ancien ministre plénipotentiaire, son petit-fils, d'après des documents officiels et des papiers de famille.  Annonay: Impr. de E. Cellier, 1905.
- Louis XVII et ses descendants.  París: H. Daragon, 1909.
- La Question Louis XVII. Réponse à M. Frédéric Masson,... et à quelques autres, par Boissy d'Anglas,... suivie de la 3e édition du Rapport présenté au Sénat sur la pétition de Charles-Louis de Bourbon et du discours de M. Boissy d'Anglas, au Sénat, le 28 mars 1911. Dépositions de MM. Ernest Daudet, Foulon de Vaux (Henri Provins), Otto Friedrichs. Pièces justificatives. Conclusion.  París: H. Daragon, 1912.